# Riocreuxia chrysochroma
Riocreuxia chrysochroma är en oleanderväxtart som först beskrevs av H. Huber, och fick sitt nu gällande namn av A. R. Smith. Riocreuxia chrysochroma ingår i släktet Riocreuxia och familjen oleanderväxter. Inga underarter finns listade i Catalogue of Life.